# Undoing the City
Undoing the City var en politisk festival over fire dage i maj 2009 om byudviklingen i Europa. Festivalen bestod af seminarer, filmvisninger, byvandringer og aktioner, og omhandlede bl.a. emner som urban gentrificering, segregering i form af social eklsklusion og racisme, og mulighederne for åbne rum i byen. Fra bl.a. England, Italien, og Tyskland var forskellige projekter med fokus på det urbane inviteret. Festivalen tiltrak sig stor offentlig opmærksomhed efter en programsat gadefest kaldet 'Street Dancing Pt. 3' affødte omfattende hærværk i Hyskenstræde.

## Festivalens formål
Undoing the City opstod i kraft af et fornyet fokus i alter-globaliseringsbevægelsen på metropolen som omdrejningspunktet for nutidens globale kapitalisme, og en lyst til at flytte kampene væk fra topmøder som G8 og tilbage til der hvor man lever sin dagligdag. Festivalens kritiske fokus på de processer der former byen og udløser dets konflikter, inkluderede indhegninger af "det fælles", opkomsten af den kreative klasse i de sanerede bykerner, ghettodannelser i forstæderne, segregering, og politiet, der ifølge festivalens program "i stigende grad får til opgave at sikre denne adskillelse". Festivalen definerede disse daglige konflikter mellem sociale grupper, som at byen i stigende grad karakteriseres som en "kampzone". Samtidigt med den kritiske vinkel, var der en motivation til at skabe nye konstituterende alternativer, både med udgangspunkt i København hvor festivalen fandt sted, men også forbundet til de andre europæiske metropoler i kraft af de inviterede deltagere.

## Street Dancing Pt. 3
Gadefesten i Hyskenstræde har som begivenhed baggrund i festfænomenet Reclaim the Streets og i teoretisk forstand Hakim Beys idé om den "Temporært Autonome Zone". Den Temporært Autonome Zone kan forstås som "en opstand organiseret omkring festens logik", og som skabelsen af en midlertidig frihed (i rum, tid, eller i fantasien), der derefter "opløser sig selv for at gendanne sig senere et andet sted, før staten kan undertrykke den". Gadefesten indebar en omfattende omstrukturering af gadens rum, da medbragte stiger gjorde det muligt at hænge festdekorationer op og desuden tage graffitimalere op i 2. sals højde. I løbet af festen voksede graffitien og dækkede hele facaden flere steder i Hyskenstræde. Der var desuden medbragt olietønder til at lave bål i, og nogle sofaer så festdeltagere kunne sidde ned. En bil i gaden brugtes til at danse på. Politiet brød ikke ind undervejs i festen, da de vurderede, at en konfrontation kunne sprede ødelæggelserne til resten af byen, og at den efter tid ville opløse sig selv. Et par timer efter midnat, da festen sluttede og musikken stoppede, blev butiksruder knust i gaden, og der blev udøvet hærværk mod 2-3 andre biler i nærliggende gader. Efter dette greb politiet ind, og der opstod spredte kampe mellem betjente og personer fra festen. Politiets passive taktik fik efterfølgende hård kritik i pressen fra parlamentarisk hold og i offentligheden.

## Læs mere
- Om Undoing the City (Webside ikke længere tilgængelig) openhagen.net
- Undoing the City, and Ourselves Arkiveret 17. juli 2009 hos  Wayback Machine Artikel af Anthony Iles, Mute Magazine (engelsk)
- 'Der er ingen pointe. Det er pointen' Artikel af Anton Geist, Dagbladet Information. Det eneste dagblad som var til stede under Street Dancing Pt. 3